# Fabrizio Cacciatore
Fabrizio Cacciatore (Torino, 8 ottobre 1986) è un allenatore di calcio ed ex calciatore italiano, di ruolo difensore, tecnico del Chievo.

## Caratteristiche tecniche
È un terzino destro, con caratteristiche sia difensive che offensive, molto abile negli inserimenti e in zona rete, può inoltre anche giocare come difensore centrale in una difesa a 3.

## Carriera

### Club

#### Gli inizi
Cresciuto tra Juventus, Torino e Pro Vercelli, nel 2003 si trasferisce nella primavera della Sampdoria.
Nella stagione 2005-2006 viene prestato all'Olbia, in Serie C2, dove totalizza 32 presenze.
La stagione successiva si trasferisce, sempre in prestito, alla Reggiana anch'essa militante in C2 e viene utilizzato 22 volte, segnando anche un gol contro il Poggibonsi.
L'anno seguente compie il salto di categoria, passando in Serie C1 al Foligno. Con i falchetti disputa 32 incontri, condite da 2 gol tra cui uno nei play-off.
Per la stagione 2008-2009 gioca in Serie B con la Triestina, che lo preleva in prestito. Diventando titolare della fascia destra difensiva della squadra alabardata colleziona 36 presenze, ha un fratello maggiore di nome Giuseppe che milita nel Chieri nel ruolo di centrocampista.

#### Sampdoria
Nella stagione 2009-2010 ritorna alla Sampdoria di Luigi Delneri. Debutta in Serie A il 28 ottobre 2009, subentrando al 61' della sfida contro la Juventus persa 5-1 dai blucerchiati; gioca invece la sua prima partita da titolare in Serie A il 1º novembre successivo, in Sampdoria-Bari 0-0, venendo sostituito al 65' da Luciano Zauri.
Rimane a Genova anche nella stagione seguente, durante la quale debutta nelle coppe europee: il 16 settembre 2010 disputa da titolare la gara di UEFA Europa League sul campo del PSV, conclusasi sul risultato di 1-1, mettendo a segno la sua prima rete in maglia blucerchiata e in Europa.

#### Siena e Varese
Il 31 gennaio 2011 si trasferisce in prestito con diritto di riscatto della compartecipazione al Siena in Serie B, con cui tuttavia disputa solo 6 gare.
Il 7 luglio, pur rimanendo sempre di proprietà della Sampdoria, si trasferisce in prestito con diritto di riscatto della compartecipazione al Varese, squadra militante nel campionato di Serie B. Segna il suo primo gol con questa maglia il 15 ottobre, nella gara vinta 3-0 contro il Padova.

#### Hellas Verona
Il 31 agosto 2012 la Samp lo cede nuovamente in prestito in Serie B, questa volta però all'Hellas Verona. Con gli scaligeri gioca 38 partite con 2 gol e ottiene a fine anno la promozione in Serie A.
Il 19 giugno 2013 la Sampdoria comunica che l'Hellas Verona ha esercitato il diritto di opzione per l'acquisto della compartecipazione del cartellino del calciatore. Il 22 settembre seguente segna il suo primo gol in serie A in casa della Juventus, portando in vantaggio i gialloblù. La partita tuttavia terminerà 2-1 per i bianconeri. Alla settima giornata porta nuovamente in vantaggio i gialloblu, stavolta nella trasferta di Bologna, che terminerá 1-4 per i veronesi. La giornata seguente va ancora a segno, realizzando nuovamente la prima rete della gara, nella vittoria casalinga per 3-2 contro il Parma. Termina la stagione con l'Hellas Verona con 3 reti in massima serie.

#### Ritorno alla Sampdoria e Chievo Verona
Il 20 giugno 2014 la Sampdoria comunica di aver acquisito alle buste la metà del cartellino del giocatore, che torna così a Genova a titolo definitivo. In questa stagione gioca in tutto 14 partite tra campionato e Coppa Italia.
Il 15 luglio 2015 viene ceduto al Chievo con la formula del prestito con obbligo di riscatto. Sceglie di indossare la maglia numero 29.
Il 27 gennaio 2018, nel match casalingo perso per 2-0 contro la Juventus, viene espulso al 60º minuto per aver fatto il gesto delle manette esplicitamente rivolto alla squadra avversaria, lasciando la squadra in 9 (nel primo tempo era già stato espulso Bastien). Per questo gesto gli sono state comminate due giornate di squalifica.
Dopo aver disputato appena 7 partite con la maglia clivense nella prima metà di stagione 2018-2019, viene ceduto al Cagliari nella sessione invernale di calciomercato. In tre anni e mezzo mette insieme 104 presenze e 5 gol in tutto.

#### Cagliari
Il 31 gennaio 2019 il Cagliari annuncia la firma del giocatore, che giunge in prestito con obbligo di riscatto; in Sardegna ritrova mister Rolando Maran e i vecchi compagni Lucas Castro e Valter Birsa. Il 21 giugno viene riscattato dai sardi.
Il 1º luglio 2020 non rinnova il suo contratto con i sardi e rimane svincolato.

#### Ascoli, Caldiero e ritiro
Il 28 marzo 2021 firma con l'Ascoli un contratto fino al termine della stagione. Esordisce il successivo 10 aprile in occasione del successo per 1-0 contro il Monza subentrando all'83' al posto di Raffaele Pucino.
Il 9 novembre 2021, dopo essere rimasto svincolato per qualche mese, accetta l'offerta del Caldiero militante in Serie D. Il 10 aprile 2022, alla giornata 28 del campionato, segna la sua prima rete col Caldiero nella sconfitta per 5-2 contro il Cartigliano.

### Nazionale
Nel 2004 fu convocato tre volte in Under-18, con cui disputò due partite.

### Allenatore

#### Gli inizi, Caldiero
Il 19 aprile 2022 assume la guida tecnica del Caldiero sino al termine della stagione. A fine maggio la società comunica di avergli rinnovato la fiducia per la stagione 2022-2023 che termina con la squadra al nono posto del girone C. Al termine della stagione le parti decidono di non rinnovare il contratto e in estate Cacciatore frequenta il corso per allenatore UEFA A a Coverciano che assicura l’abilitazione per condurre tutte le formazioni giovanili, comprese le squadre Primavera, e le prime squadre fino alla Lega Pro inclusa, nonché al tesseramento come allenatore in seconda in Serie A e in Serie B. Ottiene quindi l’abilitazione a inizio ottobre.

#### Montecchio Maggiore
Il 24 ottobre 2023 viene annunciato come nuovo allenatore del Montecchio Maggiore, formazione di Serie D invischiata in zona retrocessione, dove subentra all' esonerato Federico Coppola. Dal suo avvento la squadra cambia rendimento e raggiunge una tranquilla salvezza. 

#### Treviso
Il 22 maggio 2024 il Treviso, club di Serie D, lo annuncia come nuovo tecnico della prima squadra. Il 10 febbraio seguente, dopo la sconfitta per 3-1 contro il Portogruaro e con la squadra reduce da tre sconfitte nelle ultime quattro partite che sono costate la vetta del girone, la società comunica di averlo sollevato dall'incarico.

#### Chievo
Il 1º agosto 2025 viene ufficializzato come nuovo tecnico del Chievo, in seguito alla rescissione di Riccardo Allegretti per motivazioni personali.

## Statistiche

### Presenze e reti nei club
| Stagione         | Squadra          | Campionato       | Campionato | Campionato | Coppe nazionali | Coppe nazionali | Coppe nazionali | Coppe continentali | Coppe continentali | Coppe continentali | Altre coppe | Altre coppe | Altre coppe | Totale | Totale |
| Stagione         | Squadra          | Comp             | Pres       | Reti       | Comp            | Pres            | Reti            | Comp               | Pres               | Reti               | Comp        | Pres        | Reti        | Pres   | Reti   |
| ---------------- | ---------------- | ---------------- | ---------- | ---------- | --------------- | --------------- | --------------- | ------------------ | ------------------ | ------------------ | ----------- | ----------- | ----------- | ------ | ------ |
| 2005-2006        | Olbia            | C2               | 32         | 0          | -               | -               | -               | -                  | -                  | -                  | -           | -           | -           | 32     | 0      |
| 2006-2007        | Reggiana         | C2               | 22+4       | 1          | CI-C            | 0               | 0               | -                  | -                  | -                  | -           | -           | -           | 26     | 1      |
| 2007-2008        | Foligno          | C1               | 30+2       | 1+1        | CI-C            | 0               | 0               | -                  | -                  | -                  | -           | -           | -           | 32     | 2      |
| 2008-2009        | Triestina        | B                | 36         | 0          | CI              | 1               | 0               | -                  | -                  | -                  | -           | -           | -           | 37     | 0      |
| 2009-2010        | Sampdoria        | A                | 10         | 0          | CI              | 1               | 0               | -                  | -                  | -                  | -           | -           | -           | 11     | 0      |
| 2010-gen. 2011   | Sampdoria        | A                | 5          | 0          | CI              | 0               | 0               | UCL+UEL            | 0+5                | 0+1                | -           | -           | -           | 10     | 1      |
| gen.-giu. 2011   | Siena            | B                | 6          | 0          | -               | -               | -               | -                  | -                  | -                  | -           | -           | -           | 6      | 0      |
| 2011-2012        | Varese           | B                | 33+4       | 3          | CI              | 1               | 0               | -                  | -                  | -                  | -           | -           | -           | 38     | 3      |
| 2012-2013        | Verona           | B                | 38         | 2          | CI              | 1               | 0               | -                  | -                  | -                  | -           | -           | -           | 39     | 2      |
| 2013-2014        | Verona           | A                | 32         | 3          | CI              | -               | -               | -                  | -                  | -                  | -           | -           | -           | 32     | 3      |
| Totale Verona    | Totale Verona    | Totale Verona    | 70         | 5          |                 | 1               | 0               |                    | -                  | -                  |             | -           | -           | 71     | 5      |
| 2014-2015        | Sampdoria        | A                | 11         | 0          | CI              | 3               | 0               | -                  | -                  | -                  | -           | -           | -           | 14     | 0      |
| Totale Sampdoria | Totale Sampdoria | Totale Sampdoria | 26         | 0          |                 | 4               | 0               |                    | 5                  | 1                  |             | -           | -           | 35     | 1      |
| 2015-2016        | Chievo           | A                | 29         | 1          | CI              | -               | -               | -                  | -                  | -                  | -           | -           | -           | 29     | 1      |
| 2016-2017        | Chievo           | A                | 29         | 1          | CI              | 2               | 0               | -                  | -                  | -                  | -           | -           | -           | 31     | 1      |
| 2017-2018        | Chievo           | A                | 33         | 2          | CI              | 2               | 1               | -                  | -                  | -                  | -           | -           | -           | 35     | 3      |
| 2018-gen. 2019   | Chievo           | A                | 7          | 0          | CI              | 2               | 0               | -                  | -                  | -                  | -           | -           | -           | 9      | 0      |
| Totale Chievo    | Totale Chievo    | Totale Chievo    | 98         | 4          |                 | 6               | 1               |                    | -                  | -                  |             | -           | -           | 104    | 5      |
| gen.-giu. 2019   | Cagliari         | A                | 7          | 0          | CI              | -               | -               | -                  | -                  | -                  | -           | -           | -           | 7      | 0      |
| 2019-2020        | Cagliari         | A                | 16         | 0          | CI              | 1               | 0               | -                  | -                  | -                  | -           | -           | -           | 17     | 0      |
| Totale Cagliari  | Totale Cagliari  | Totale Cagliari  | 23         | 0          |                 | 1               | 0               |                    | -                  | -                  |             | -           | -           | 24     | 0      |
| mar.-giu. 2021   | Ascoli           | B                | 1          | 0          | CI              | -               | -               | -                  | -                  | -                  | -           | -           | -           | 1      | 0      |
| 2021-2022        | Caldiero         | D                | 15         | 1          | CI-D            | 1               | 0               | -                  | -                  | -                  | -           | -           | -           | 16     | 1      |
| Totale carriera  | Totale carriera  | Totale carriera  | 391+10     | 15+1       |                 | 15              | 1               |                    | 5                  | 1                  |             | -           | -           | 421    | 18     |

### Statistiche da allenatore
Statistiche aggiornate al 26 giugno 2022.
| Stagione        | Squadra         | Campionato      | Campionato | Campionato | Campionato | Campionato | Coppe nazionali | Coppe nazionali | Coppe nazionali | Coppe nazionali | Coppe nazionali | Coppe continentali | Coppe continentali | Coppe continentali | Coppe continentali | Coppe continentali | Altre coppe | Altre coppe | Altre coppe | Altre coppe | Altre coppe | Totale | Totale | Totale | Totale | % Vittorie | Piazzamento |
| Stagione        | Squadra         | Comp            | G          | V          | N          | P          | Comp            | G               | V               | N               | P               | Comp               | G                  | V                  | N                  | P                  | Comp        | G           | V           | N           | P           | G      | V      | N      | P      | %          | Piazzamento |
| --------------- | --------------- | --------------- | ---------- | ---------- | ---------- | ---------- | --------------- | --------------- | --------------- | --------------- | --------------- | ------------------ | ------------------ | ------------------ | ------------------ | ------------------ | ----------- | ----------- | ----------- | ----------- | ----------- | ------ | ------ | ------ | ------ | ---------- | ----------- |
| apr.-giu. 2022  | Caldiero        | D               | 5          | 2          | 0          | 3          | CI-D            | -               | -               | -               | -               | -                  | -                  | -                  | -                  | -                  | -           | -           | -           | -           | -           | 5      | 2      | 0      | 3      | 40,00      | Sub., 6º    |
| 2022-2023       | Caldiero        | D               | 34         | 12         | 12         | 10         | CI-D            | 2               | 1               | 1               | 0               | -                  | -                  | -                  | -                  | -                  | -           | -           | -           | -           | -           | 36     | 13     | 13     | 10     | 36,11      | 9º          |
| Totale Caldiero | Totale Caldiero | Totale Caldiero | 39         | 14         | 12         | 13         |                 | 2               | 1               | 1               | 0               |                    | -                  | -                  | -                  | -                  |             | -           | -           | -           | -           | 41     | 15     | 13     | 13     | 36,59      |             |
| ott. 2023-2024  | Montecchio      | D               | 27         | 13         | 7          | 7          | CI-D            | -               | -               | -               | -               | -                  | -                  | -                  | -                  | -                  | -           | -           | -           | -           | -           | 27     | 13     | 7      | 7      | 48,15      | Sub., 7º    |
| 2024-feb. 2025  | Treviso         | D               | 27         | 17         | 5          | 5          | CI-D            | 1               | 0               | 1               | 0               | -                  | -                  | -                  | -                  | -                  | -           | -           | -           | -           | -           | 28     | 17     | 6      | 5      | 60,71      | Eson.       |
| Totale carriera | Totale carriera | Totale carriera | 93         | 44         | 24         | 25         |                 | 3               | 1               | 2               | 0               |                    | -                  | -                  | -                  | -                  |             | -           | -           | -           | -           | 96     | 45     | 26     | 25     | 46,88      |             |